# Houseguest
Houseguest är en amerikansk komedifilm från 1995, regisserad av Randall Miller.

## Rollista
| Sinbad            | – Kevin Franklin                |
| Phil Hartman      | – Gary Young                    |
| Kim Greist        | – Emily Young                   |
| Kim Murphy        | – Brooke Young                  |
| Chauncey Leopardi | – Jason Young                   |
| Talia Seider      | – Sarah Young                   |
| Paul Ben-Victor   | – Pauly Gasperini               |
| Tony Longo        | – Joey Gasperini                |
| Jeffrey Jones     | – Ron Timmerman                 |
| Stan Shaw         | – Larry, tatueringsartist       |
| Ron Glass         | – Dr. Derek Bond                |
| Kevin Jordan      | – Steve "ST-3", Brookes pojkvän |
| Mason Adams       | – Mr. Pike                      |
| Patricia Fraser   | – Mrs. Nancy Pike               |
| Don Brockett      | – Happy Marcelli                |
| Kevin West        | – Vincent Montgomery            |
| Ron Newell        | – Dr. Walter Kraft              |
| Susan Chapek      | – Brenda, sjuksyster            |
| Kirk Baily        | – Stuart                        |
| Valerie Long      | – Syster Mary Winters           |
| Wynonna Smith     | – Lynn, Kevins fästmö           |
| Jesse Rivera      | – Kevin (12 år)                 |